# Рой (Вашингтон)
Рой (на английски: Roy) е град в окръг Пиърс, щата Вашингтон, САЩ. Рой е с население от 260 жители (2000) и обща площ от 0,7 km². Намира се на 98 m надморска височина. ЗИП кодът му е 98580, а телефонният му код е 253.